# Masters de Miami 1997
El Abierto de Miami 1997 (también conocido como 1997 Lipton Championships por razones de patrocinio) fue un torneo de tenis jugado sobre pista dura. Fue la edición número 13 de este torneo. El torneo masculino formó parte de los Super 9 en la ATP. Se celebró entre el 20 de marzo y el 30 de marzo de 1997.

## Campeones

### Individuales Masculino
Thomas Muster vence a  Sergi Bruguera, 7–6(8–6), 6–3, 6–1

### Individuales Femenino
Martina Hingis vence a  Monica Seles, 6–2, 6–1

### Dobles Masculino
Todd Woodbridge /  Mark Woodforde vencen a  Mark Knowles /  Daniel Nestor, 7–6, 7–6

### Dobles Femenino
Arantxa Sánchez Vicario /  Natasha Zvereva vencen a  Sabine Appelmans /  Miriam Oremans, 6–4, 6–2
| Predecesor: Miami 1996 | Masters de Miami 1997 | Sucesor: Miami 1998 |